# Дзержинський сільський округ (Тимірязєвський район)
Дзержи́нський сільський округ (каз. Дзержинск ауылдық округі, рос. Дзержинский сельский округ) — адміністративна одиниця у складі Тимірязєвського району Північноказахстанської області Казахстану. Адміністративний центр та єдиний населений пункт — село Дзержинське.
Населення — 219 осіб (2021; 339 у 2009, 675 у 1999, 917 у 1989).
Станом на 1989 рік існувала Дзержинська сільська рада (села Григор'євка, Дзержинське).

## Склад
До складу округу входять такі населені пункти:
| Населений пункт   | Старі назви | Населення, осіб (1989) | Населення, осіб (1999) | Населення, осіб (2009) | Населення, осіб (2021) |
| ----------------- | ----------- | ---------------------- | ---------------------- | ---------------------- | ---------------------- |
| Григор'євка, село | -           | 69                     | -                      | -                      | -                      |
| Дзержинське, село | -           | 848                    | 675                    | 339                    | 219                    |